# ChromeSkull: Laid to Rest 2
ChromeSkull: Laid to Rest 2 é um filme produzido nos Estados Unidos e lançado em 2011.